# Freedom (песня Ники Минаж)
«Freedom» (с англ. — «Свобода») — песня американской рэп-исполнительницы Ники Минаж, записанная для переиздания её второго альбома Pink Friday: Roman Reloaded, с подзаголовком The Re-Up. Песня была выпущена в качестве сингла с переиздания 2 ноября 2012 года.
Песня получила положительные отзывы от критиков, которые отмечали возвращение Ники к стилю более старых её работ, а также хвалили лирику и посыл песни.

## Композиция
Музыкально Freedom — это хип-хоп и R&B песня, которая написана в стиле песен с дебютного альбома Минаж — Pink Friday. В песне используется уличный сленг, цепляющий рэп и мягкий поп-припев, сочетающийся с R&B-инструментовкой. Лирически, песня рассказывает о жизни Минаж, о её восхождении к славе. В тексте песни Минаж утверждает, что рэперы соревнуются друг с другом и никогда не поблагодарят её за то, что она помогла им, как не поблагодарят Иисуса Христа за то, что он помог им построить свою карьеру:
Те, кому я открыла двери никогда не отблагодарят меня,
Они даже не благодарят Иисуса, за то, что Он умер на кресте
Они неблагодарные суки, полные ненавистны,

Но, не смотря на это, я всё ещё главная.

## Видеоклип
Видео было снято в черно-белом формате в Дангенессе, графство Кент, Великобритания.

### Синопсис
Клип начинается с лестницы, ведущей к небу. Затем показаны ракурсы различных пейзажей, таких как пустынная местность с разбитой лодкой, которая напоминает Ноев Ковчег и крест с ключом, висящим над ним. Минаж, одетая в чёрное струящееся платье и терновый венец исчезает в облаках, прежде чем она начинает читать первый куплет. На протяжении клипа Минаж несколько раз меняет образ. После первой сцены, Минаж, одетая как королева, появляется на балконе со спиральной люстрой позади неё. Дальше показаны различные кадры природы, такие как морские волны, птицы и трава. Затем Минаж поёт припев в светлом парике, в огромном туманном пространстве. Ники читает второй куплет, сидя на троне и в чёрном парике. Видео заканчивается несколькими кадрами с Минаж из разных сцен, а в конце показана лестница, с начала клипа.

## Выступления
Ники исполнила песню на премии American Music Awards 2012 18 ноября 2012 года. Также, выступления с песней прошли 15 января 2013 года на шоу Эллен Дедженерес и 25 января 2013 года на шоу Джимми Киммела. Минаж включила песню в сет-лист тура Pink Friday: Reloaded tour.

## Позиции в чартах
| Чарты (2012)                             | Высшая позиция |
| ---------------------------------------- | -------------- |
| Великобритания (OCC UK Hip Hop/R&B)      | 17             |
| Великобритания (Official Charts Company) | 107            |
| США (Billboard Bubbling Under Hot 100)   | 7              |
| США (Billboard Hot R&B/Hip-Hop Songs)    | 31             |

## История релиза
| Страна         | Дата           | Формат                   | Лейбл              |
| -------------- | -------------- | ------------------------ | ------------------ |
| США            | 2 ноября 2012  | Цифровая загрузка        | Cash Money Records |
| Канада         | 2 ноября 2012  | Цифровая загрузка        | Cash Money Records |
| Великобритания | 6 ноября 2012  | Цифровая загрузка        | Cash Money Records |
| Австралия      | 6 ноября 2012  | Цифровая загрузка        | Cash Money Records |
| Бельгия        | 6 ноября 2012  | Цифровая загрузка        | Cash Money Records |
| Новая Зеландия | 6 ноября 2012  | Цифровая загрузка        | Cash Money Records |
| США            | 27 ноября 2012 | Радио Urban contemporary | Cash Money Records |
| Великобритания | 28 ноября 2012 | Основное радио           | Cash Money Records |